# Кућан Мароф
Кућан Мароф је насељено место у саставу града Вараждина у Вараждинској жупанији, Хрватска. До територијалне реорганизације у Хрватској налазио се у саставу старе општине Вараждин.

## Становништво
На попису становништва 2011. године, Кућан Мароф је имао 1.388 становника.

## Попис1991.
На попису становништва 1991. године, насељено место Кућан Мароф је имало 1.227 становника, следећег националног састава:
| Попис 1991.‍   | Попис 1991.‍  | Попис 1991.‍ | Попис 1991.‍ | Попис 1991.‍ |
| ------------- | ------------ | ----------- | ----------- | ----------- |
|               |              |             |             |             |
| Хрвати        | Хрвати       |             | 1.197       | 97,55%      |
| Југословени   | Југословени  |             | 4           | 0,32%       |
| Срби          | Срби         |             | 4           | 0,32%       |
| Македонци     | Македонци    |             | 1           | 0,08%       |
| Русини        | Русини       |             | 1           | 0,08%       |
| Словенци      | Словенци     |             | 1           | 0,08%       |
| остали        | остали       |             | 1           | 0,08%       |
| неопредељени  | неопредељени |             | 7           | 0,57%       |
| непознато     | непознато    |             | 11          | 0,89%       |
| укупно: 1.227 |              |             |             |             |